# 電子遊樂場 (歌曲)
電子遊樂場是荷蘭男歌手鄧肯·勞倫斯的歌曲。由鄧肯·勞倫斯、喬爾·赫尔、沃特·哈迪和威爾·克諾斯共同創作，於2019年3月7日透過Spark唱片發行單曲。歌曲代表荷蘭參與2019年在以色列特拉維夫舉辦的2019年歐洲歌唱大賽，勞倫斯最終以498分贏得比賽冠軍。這是荷蘭自1975年歐洲歌唱大賽，相隔44年獲得冠軍。
電子遊樂場獲得樂評人廣泛好評，曲調優美、製作精美及令人動容讓歌曲不管是媒體評價還是商業上都有相當亮眼的成績。經過媒體票選，〈電子遊樂場〉獲得2019年馬塞爾·貝桑松獎「新聞獎」，「歐視愛好者總會（OGAE）」將它評選為第三喜歡的作品。歌曲成功登上各個國家的音樂排行榜，並出現在比利時佛兰德「Ultratip單曲榜」與荷蘭「四十強單曲榜」「百大單曲榜」的年終榜。在荷蘭，電子遊樂場售出超過32萬份，獲得荷蘭音像製品製作與進口協會4白金認證，更被愛迪生獎選為「年度歌曲」。
2020年末，由於的迷因，電子遊樂場在TikTok等社群平台大受歡迎，它重新登上各大音樂排行榜並取得最佳名次。2021年初電子遊樂場超越Soldi成為Spotify史上最多串流次數的歐洲歌唱大賽歌曲。同時，歌曲也成為45年來再次登上美國《告示牌》Billboard Hot 100的歐洲歌唱大賽冠軍歌曲。電子遊樂場全球累積串流點聽超過10億次，獲得20國黃金和白金唱片認證。

## 製作與發行
歌曲的製作最早可以追溯至2016年，勞倫斯向初次見面的製作人沃特·哈迪展示電子遊樂場。在三年內，兩人先後製作出20多個版本，哈迪表示這首歌會參加歐洲歌唱大賽純屬意外，當初並非特地為比賽創作。電子遊樂場由鄧肯·勞倫斯、喬爾·赫尔、沃特·哈迪和威爾·克諾斯共同創作，於鹿特丹馬希羅的一間小錄音室完成錄製。這是首慢板抒情流行歌曲，每分鐘72拍，以a小調創作。旋律主要由鋼琴、吉他構成，並加入老舊錄音帶發出的噪音，勞倫斯演唱時的音域在A3到C6之間。歌曲從鋼琴彈奏出的4個和弦開始，勞倫斯表示這段安詳寧靜的前奏，不單是整首歌曲的完美基石，也醞釀聽眾情緒，讓你能在沉默和沉思中講述故事。
電子遊樂場是首關於渴望、失去與愛的歌曲，勞倫斯接受採訪表示歌曲靈感來自於他逝去親人的愛情故事。親人在去世前離了婚，但一直到死前都還掛念對方，等待他回來並說再見。這份沒有答案的愛一直在勞倫斯腦中徘徊，於是他寫了這首歌。歌詞將賭博融入愛情中以一句「Loving you is a losing game（愛上你是必輸的遊戲）」來形容失去愛人的心情。其他歌詞也融入勞倫斯自身經驗，歌詞「Small town boy in the big arcade（迷失在遊戲場的小鎮男孩）」描繪了來到大城市、墜入愛河、心碎以及最終交到朋友卻受到霸凌的往事經歷。勞倫斯表示這段和下一句歌詞「I got addicted to a losing game（我沉迷於注定失敗的遊戲）」展現了所有情感、渴望、悲伤、嫉妒和愤怒。「Loving you is a losing game」尤其受歡迎，被問到為什麼不用它當歌名時，勞倫斯表示之如此是因為這太像艾米·怀恩豪斯的愛是失敗遊戲。
電子遊樂場由Spark發行於2019年3月7日，同一天，勞倫斯首次在《De Wereld Draait Door》現場表演。歌曲的聲樂版於同年7月19日發行。在美國發展期間，勞倫斯結識了美國歌手芙萊契，兩人重新錄製歌曲，並於2020年11月27日合作推出二重唱版。新城電台認為與原版相比，二重唱版本中一剛一柔的男女歌聲，讓歌曲更顯憂傷。為了宣傳歌曲，勞倫斯於2021年3月24日登上《今天》演唱歌曲。同年4月，勞倫斯和弗萊徹共同參與演唱二重唱版。

## 歐洲歌唱大賽

### 內部決定
2014年，鄧肯·勞倫斯參加真人選秀節目《荷兰之声》，選擇了曾參加2014年歐洲歌唱大賽的伊茜·狄蘭吉為導師，在被淘汰之前，他一路闖進到半決賽。兩人在比賽期間時常進行音樂交流，電子遊樂場正是其中之一。面對2019年的比賽，荷蘭一改以往的「公開徵選」改用「內部決定」2019年的參賽者，並組成委員會評選適合人選。某天，狄蘭吉打電話給委員會，向他們表示「自己認識這麼一位音樂家，雖然他的經驗不足，但歌曲卻是驚為天人」。委員會聽過電子遊樂場的樣本後也認為歌曲一定能奪冠。最終，AVROTROS於2019年1月21日宣布鄧肯·勞倫斯將代表荷蘭參加2019年歐洲歌唱大賽。公布當天，委員會受到社群媒體用戶強烈批評，表示不該讓一位默默無聞的人代表荷蘭參賽。
2019年3月7日，比賽歌曲正式公布，電子遊樂場獲得廣泛好評。不僅受到熱烈歡迎，還成為賭盤熱門。電子遊樂場的推出讓勞倫斯晉升賠率第4，接著來到第1，之後歌曲的賠率都保持在高位上。比賽前夕，勞倫斯被發現曾在2017年表演過電子遊樂場。根據比賽規定，歌曲不能在2018年9月1日前以任何型式公布。最終，經大會裁決，認定歌曲並沒有為比賽帶來影響，且被人們注意到前，影片也只有約500次的觀看次數。

### 比賽表現

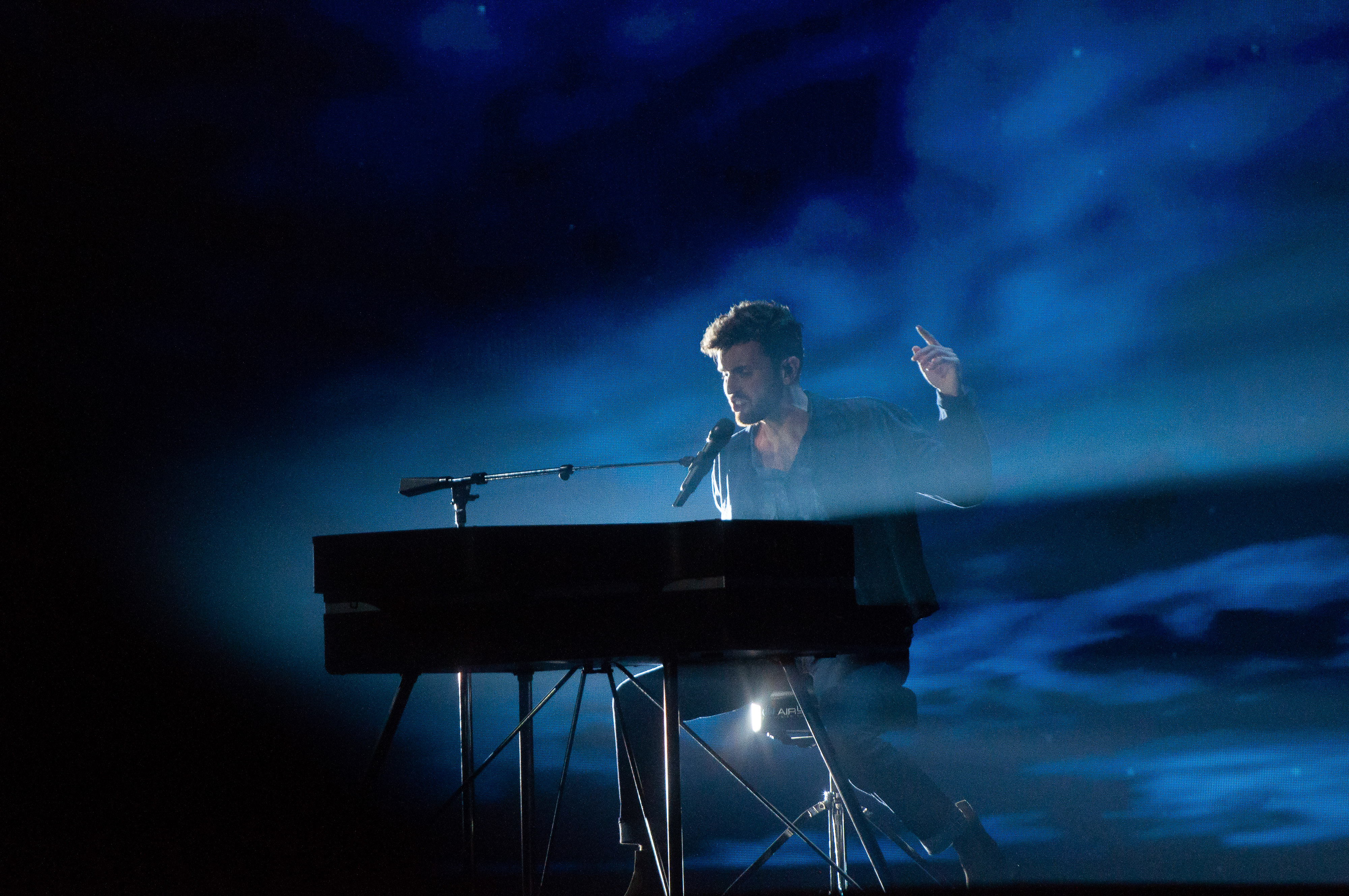
鄧肯·勞倫斯在2019年欧洲歌唱大赛

經過「半決賽分配抽籤」，電子遊樂場被安排在5月16日舉行的第二場半決賽（Semi-final 2）。根據節目製作人的安排，勞倫斯是第16位上場選手。在特拉維夫的比賽場上，舞台上的勞倫斯坐在一台電子琴前，3名和聲歌手則在舞台下。除了勞倫斯與鋼琴，團隊還配上煙霧，水氣和照明效果，伴隨著音樂，讓人聯想起官方音樂錄影帶。
評論對極簡化的舞台演出看法兩極。法國《巴黎競賽》表示即使舞台簡潔，勞倫斯的演繹仍讓眾人屏息凝神。英國《每日电讯报》的夏洛特·朗西（Charlotte Runcie）認為整體演出可以更好，但邊緣化歌手本身可能會讓觀眾忘記荷蘭的存在。英國《衛報》記者海蒂·斯蒂芬斯（Heidi Stephens）稱讚荷蘭的演出「淒美，且令人難以忘懷」。羅伯·哈理（Rob Holley）為英國《獨立報》撰文時稱讚歌曲的表現，儘管哈理擔心荷蘭的演出可能不符合比賽整體水準，但他仍認為荷蘭是贏面最大的選手。英国广播公司的半決賽評論員里兰·克拉克-尼尔將荷蘭排在比賽第5。博彩公司表示，荷蘭在比賽期間仍然是奪冠熱門人選，且在決賽前的勝率仍高達46%。
勞倫斯以280分的成績獲得第二場半決賽冠軍，成功進入決賽。決賽上，勞倫斯以合計得分492分獲得2019年歐洲歌唱大賽冠軍。成為繼1957（科里·布羅肯）、1959（特迪·斯霍爾滕）、1969（蘭尼·庫爾）、1975（Teach-In），第五位抱回歐洲歌唱大賽冠軍的荷蘭選手。由於白俄羅斯的失誤，導致比賽計分出現問題。經過重新計算的荷蘭分數為498分，名次維持不變。近100萬名荷蘭民眾觀看勞倫斯的比賽演出，到了獲獎時刻，人數來到460萬。獲得冠軍後，勞倫斯受到家鄉熱烈歡迎，鹿特丹的伊拉斯謨橋插滿了用來祝賀的國旗，荷蘭國王與皇后亦發布推特祝賀。除了歐洲歌唱大賽冠軍，電子遊樂場還獲頒2019年馬塞爾·貝桑松獎「新聞獎」以及愛迪生獎「年度歌曲」。

## 專業評價
電子遊樂場初次公布就獲得不少好評。《德国之声》將電子遊樂場列入本屆十佳歌曲。「歐視愛好者總會（OGAE）」將它評選為第三喜歡的作品，僅次於義大利和瑞士的參賽作品。Wiwibloggs根據內部評審團評價給予歌曲9.15/10分，大多認為優美的歌詞與勞倫斯美妙的聲音讓這首歌擁有超高水準且令人難忘。來自ESCXtra的丹·尼亞齊（Dan Niazi）稱讚歌曲的敘事能力，尼亞齊將電子遊樂場比做羅琳沉醉其中，認為它具有「改變比賽的潛力」。許多評論亦表示電子遊樂場給人一種酷玩樂團的感覺。比利時電視主持人康納德·馬斯認為歌曲與眾不同，它的旋律強烈且故事晦澀難易看透，你永遠無法得知人們是否了解它的真諦。比利時的歐洲歌唱大賽荷蘭語評論員彼得·范德威則表示歌曲不管在作曲還是作詞方面都能夠吸引觀眾，這首情緒化的歌曲說明了想念一個人是多麼地困難。
許多媒體稱其為「當之無愧的冠軍」。意大利《新闻报》表示副歌令人舒暢且餘音繞樑，走過路過也不要錯過勞倫斯和電子遊樂場。彼得·范德威讚譽電子遊樂場是貨真價實的冠軍歌曲。勞倫斯的比賽演出亦獲得不少好評。德國《明鏡》稱讚其演出，並以「鋼琴人征服那些自以為了不起的人」當成新聞標題。電子遊樂場亦在多家媒體的歐洲歌唱大賽歌曲評選中名列前茅。在Wiwibloggs的2010年代評選中，歌曲以8.75/10分排名第3，內部評審團認為本作不僅扣人心弦，其獨特的存在更是讓它青史留名。將歌曲列為「2010年代百大歐洲歌唱大賽歌曲」第23名，佩服勞倫斯優異的敘事和製作能力。英國《獨立報》的班·凱利（Ben Kelly）將歌曲列在「歷屆歐洲歌唱大賽冠軍歌曲排行」第32名，稱讚勞倫斯不像其他舞曲，僅靠鋼琴的魅力收穫觀眾的心；而在英國《衛報》的「歷屆歐洲歌唱大賽冠軍歌曲排行」中，記者亚历克西斯·佩特里蒂斯（Alexis Petridis）將其排在第67名，佩特里蒂斯表示電子遊樂場不糟，但也不夠獨特讓它和其他鋼琴抒情區分開來。

## 商業成績
歌曲在發表隔周登上了荷蘭四十強單曲榜和百大單曲榜第29、第10名，接著名次一路攀升，最終獲得排行冠軍。電子遊樂場於奪冠隔天獲頒荷蘭音像製品製作與進口協會雙白金唱片認證。除了荷蘭，歌曲還成功拿下比利時、冰島及愛沙尼亞榜單冠軍，登上希臘、拉脫維亞、立陶宛、挪威、瑞典和瑞士音樂排行榜前十。
2020年末，歌曲因為的迷因開始在TikTok等社群平台大受歡迎，這也讓歌曲回歸各大排行榜。電子遊樂場於2019年首次登上英國單曲排行榜，當時排名67名。兩年後，歌曲回歸榜單並在上榜第7周來到最高位置29名。電子遊樂場在英國累計超過3000萬次串流點聽，並以等價銷售超過40萬張獲得英国唱片业协会金唱片認證。
北美方面，歌曲於2月20日空降Canadian Hot 100第61名，三周後來到最高位置45名，獲頒加拿大音乐协会白金唱片認證。在美國，電子遊樂場於2021年2月27日空降《告示牌》Bubbling Under Hot 100第17名，並在進榜第三週登頂。歌曲也成功登上Adult Contemporary和Adult Top 40，最高成績來到第9、第4名。電子遊樂場亦是45年來再次登上美國Billboard Hot 100的歐洲歌唱大賽冠軍歌曲，最高成績來到第30名。歌曲因實體和串流等價銷售超過100萬獲得美國唱片業協會白金唱片認證。
歌曲於2020年4月在Spotify上達成1億串流，是第4首擁有此紀錄的歐洲歌唱大賽歌曲。搭上迷因熱潮，電子遊樂場隔年1月超越Soldi成為Spotify史上最多串流次數的歐洲歌唱大賽歌曲，累積2億串流點聽。在2021年歐洲歌唱大賽第一場半決賽上，勞倫斯以10億串流點聽獲頒全球白金唱片認證。

## 曲目列表
| 數位下載 | 數位下載 | 數位下載 |
| 曲序     | 曲目     | 时长     |
| -------- | -------- | -------- |
| 1.       | Arcade   | 3:03     |

| 數位下載 | 數位下載                  | 數位下載 |
| 曲序     | 曲目                      | 时长     |
| -------- | ------------------------- | -------- |
| 1.       | Arcade (Acoustic Version) | 3:19     |

| 7吋黑膠 | 7吋黑膠                   | 7吋黑膠 |
| 曲序    | 曲目                      | 时长    |
| ------- | ------------------------- | ------- |
| 1.      | Arcade                    | 3:07    |
| 2.      | Arcade (Acoustic Version) | 3:19    |

| 數位下載 | 數位下載                | 數位下載 |
| 曲序     | 曲目                    | 时长     |
| -------- | ----------------------- | -------- |
| 1.       | Arcade (feat. FLETCHER) | 3:07     |

| 數位下載 | 數位下載                 | 數位下載 |
| 曲序     | 曲目                     | 时长     |
| -------- | ------------------------ | -------- |
| 1.       | Arcade (Sam Feldt remix) | 2:33     |

## 參與名單
人員名單來自電子遊樂場YouTube簡介。
- 沃特·哈迪（Wouter Hardy） – 製作人、工作室人員、工程師、聯合製作人、鼓、鋼琴、電貝斯、音樂生產、和聲歌手、詞曲作家

- 奥斯卡·霍勒曼（Oscar Holleman） – 製作人、聯合製作人、聯合表演者、吉他
- 辛佐·湯森（英语：Cenzo Townshend） – 工作室人員、混音師
- 弗兰克·阿克莱特（Frank Arkwright） – 工作室人員、後期工程師
- 鄧肯·勞倫斯 – 聯合表演者、主唱、和聲歌手、詞曲作家
- 托·汛卓哥吉斯（Teun van Zoggel） – 聯合表演者、鼓
- 索菲亞·費里（Sofia Ferri） – 聯合表演者、和聲歌手
- 蘇珊·羅斯莫樂恩（Susanne Rosmolen） – 聯合表演者、大提琴
- 亞尼克·伊沃特（Yannick Hiwat） – 聯合表演者、小提琴
- 喬爾·赫尔（Joel Sjöö） – 詞曲作家
- 威爾·克諾斯（Will Knox） – 詞曲作家

## 榜單表現
| 排行榜（2019－21年）                              | 排名 |
| ------------------------------------------------- | ---- |
| 奧地利（Ö3四十強單曲榜）                          | 22   |
| 比利時（Radio 2 Top 30）                          | 1    |
| 比利时佛兰德（Ultratop單曲榜）                    | 2    |
| 比利時瓦隆（Ultratop單曲榜）                      | 31   |
| 加拿大（Canadian Hot 100）                        | 45   |
| 克羅埃西亞（克羅埃西亞電台榜）                    | 32   |
| 捷克（百強數位單曲榜）                            | 23   |
| 丹麥（Hitlisten）                                 | 23   |
| 愛沙尼亞（Eesti Tipp-40）                         | 1    |
| 歐洲（《告示牌》Euro Digital Song Sales）         | 2    |
| 芬蘭（《告示牌》Finland Digital Song Sales）      | 8    |
| 法國（法國唱片出版業公會單曲榜）                  | 42   |
| 德國（德國官方單曲榜）                            | 26   |
| 全球（Billboard Global 200）                      | 36   |
| 希臘（國際唱片業協會希臘分會國際單曲榜）          | 2    |
| 匈牙利（四十強串流榜）                            | 34   |
| 冰島（RÚV）                                       | 1    |
| 冰島（Plötutíðindi）                              | 2    |
| 印度（印度音乐产业协会）                          | 4    |
| 愛爾蘭（愛爾蘭唱片音樂協會单曲榜）                | 23   |
| 拉脫維亞（拉脱维亚表演者和制片人协会）            | 6    |
| 立陶宛（AGATA）                                   | 2    |
| 盧森堡（《告示牌》Luxembourg Digital Song Sales） | 1    |
| 馬來西亞（馬來西亞唱片業協會）                    | 4    |
| 荷蘭（荷蘭四十強單曲榜）                          | 1    |
| 荷蘭（百大單曲榜）                                | 1    |
| 荷蘭（Mega Top 50）                               | 1    |
| 新西兰（新西兰官方音乐榜）                        | 39   |
| 挪威（世道單曲榜）                                | 10   |
| 葡萄牙（葡萄牙唱片業協會）                        | 6    |
| 蘇格蘭（官方榜单公司單曲榜）                      | 24   |
| 新加坡（新加坡唱片業協會）                        | 5    |
| 斯洛伐克（百強數位單曲榜）                        | 29   |
| 斯洛維尼亞（SloTop50）                            | 40   |
| 西班牙（西班牙音樂製作協會）                      | 38   |
| 瑞典（瑞典最熱榜）                                | 6    |
| 瑞士（瑞士热门音乐榜）                            | 6    |
| 英國（官方榜单公司單曲榜）                        | 29   |
| 烏克蘭（Tophit）                                  | 48   |
| 美國（Billboard Hot 100）                         | 30   |
| 美國（《告示牌》Adult Contemporary）              | 9    |
| 美國（《告示牌》Adult Top 40）                    | 4    |
| 美國（《告示牌》Dance Mix/Show Airplay）          | 31   |
| 美國（《告示牌》Pop Songs）                       | 7    |

| 排行榜（2019年）                           | 排名 |
| ------------------------------------------ | ---- |
| 比利时佛兰德（Ultratip單曲榜）             | 23   |
| 荷蘭（荷蘭四十強單曲榜）                   | 3    |
| 荷蘭（荷蘭百大單曲榜）                     | 9    |
| 排行榜（2021年）                           | 排名 |
| 全球（Billboard Global 200）               | 83   |
| 印度（印度音乐产业协会）                   | 14   |
| 挪威（世道單曲榜）                         | 27   |
| 葡萄牙（葡萄牙唱片業協會）                 | 32   |
| 瑞典（瑞典最熱榜）                         | 72   |
| 瑞士（瑞士熱門音樂榜）                     | 20   |
| 美國（Billboard Hot 100）                  | 82   |
| 美國（《告示牌》Adult Contemporary Songs） | 16   |
| 美國（《告示牌》Adult Pop Airplay Songs）  | 13   |
| 美國（《告示牌》Pop Airplay Songs）        | 33   |

## 銷量認證
| 國家或地區                                               | 認證    | 認證單位/銷量 |
| -------------------------------------------------------- | ------- | ------------- |
| 澳大利亚（澳大利亚唱片业协会）                           | 白金    | 70,000‡       |
| 奧地利（國際唱片業協會奧地利分會）                       | 白金    | 30,000‡       |
| 比利時（比利時娛樂協會）                                 | 白金    | 40,000‡       |
| 巴西（巴西唱片業協會）                                   | 3× 白金 | 480,000‡      |
| 加拿大（加拿大音樂協會）                                 | 白金    | 80,000‡       |
| 丹麥（國際唱片業協會丹麥分會）                           | 白金    | 90,000‡       |
| 法國（法國唱片出版業公會）                               | 鑽石    | 333,333‡      |
| 德國（聯邦音樂產業協會）                                 | 白金    | 400,000‡      |
| 希臘（國際唱片業協會希臘分會）                           | 金      | 1,000,000†    |
| 義大利（意大利音乐产业联盟）                             | 白金    | 100,000‡      |
| 墨西哥（墨西哥音像製品協會）                             | 白金+金 | 90,000‡       |
| 荷蘭（荷蘭音像製品製作與進口協會）                       | 4× 白金 | 320,000‡      |
| 紐西蘭（新西兰唱片音乐协会）                             | 2× 白金 | 60,000‡       |
| 挪威（國際唱片業協會挪威分會）                           | 金      | 30,000‡       |
| 波蘭（波蘭音像製造商協會）                               | 鑽石    | 250,000‡      |
| 葡萄牙（葡萄牙唱片業協會）                               | 2× 白金 | 20,000‡       |
| 西班牙（西班牙音樂製作協會）                             | 白金    | 40,000‡       |
| 瑞典（瑞典唱片業協會）                                   | 金      | 4,000,000†    |
| 英國（英国唱片业协会）                                   | 白金    | 400,000‡      |
| 美國（美國唱片業協會）                                   | 白金    | 1,000,000‡    |
| - ‡僅含認證的串流媒體+實際銷量 - †僅含認證的串流媒體銷量 |         |               |